# فاطمة بنت راشد النعيمي
فاطمة بنت راشد النعيمي هي من أفراد العائلة المالكة في عجمان وعضو في عائلتي النعيمي والشرقي. وهي والدة حاكم الفجيرة حمد بن محمد الشرقي الذي يشغل هذا المنصب منذ عام 1974، وهي أخت حاكم عجمان حميد بن راشد النعيمي.

## وفاتها
توفيت الشيخة فاطمة بنت راشد النعيمي في 14 ديسمبر 2014، ونكست جميع الأعلام في عجمان إلى نصف بمناسبة الحداد لمدة ثلاثة أيام بعد وفاتها. حيث أقيمت الصلاة على جثمانها في مسجد عمر بن عبد العزيز في الفجيرة.